# I grandi sognatori
I grandi sognatori (The Great Believers) è un romanzo del 2018 della scrittrice statunitense Rebecca Makkai.
Il romanzo ha vinto la Medaglia Andrew Carnegie per l'eccellenza nella narrativa e nella saggistica ed è stato tra i finalisti per il Premio Pulitzer per la narrativa e per il National Book Award.

## Trama
Nella vivace Chicago degli anni Ottanta Yale Tishman sta gettando le basi per il futuro. Grazie al nuovo impiego alla galleria Brigg della Northwestern University progetta l'acquisto di una bella casa da condividere con l'amato Charlie. Ma intorno a lui il mondo sta crollando. L'epidemia di Aids dilaga e nel 1985 una diagnosi di positività al virus equivale a una sentenza di morte. Il contagio non ha risparmiato la comunità gay di Chicago: da tempo Yale assiste impotente alla sofferenza di tanti amici che, oltre a lottare contro una malattia logorante, devono fronteggiare il disprezzo delle famiglie, lo sdegno della società, l'indifferenza delle istituzioni. Anche Nico, a cui Yale era molto legato, ne è rimasto vittima. Dopo la sua morte, Yale si affeziona alla sorella del ragazzo, Fiona, che ha sempre sostenuto Nico nonostante il dissenso dei genitori. Quando a una a una le certezze di Yale si sgretolano, sarà proprio Fiona a restargli accanto e a tenergli saldamente la mano durante la tempesta. Parigi, 2015. Fiona è saltata su un aereo per l'Europa appena ha ricevuto un video girato nella capitale francese in cui sua figlia Claire compare di sfuggita: la ragazza ha troncato i rapporti con lei e quella traccia è la sola speranza di ritrovarla. Qui Fiona è ospite di Richard Campo, un vecchio amico che ha lasciato Chicago, ora fotografo di fama internazionale. Tra rimpatriate e ricordi, quel soggiorno improvvisato si trasforma per Fiona in un viaggio nel tempo, tra le cicatrici del cuore e le ferite rimaste aperte dopo quegli anni funestati dall'epidemia di Aids. Ma sono anche i giorni della strage del Bataclan: come era stato per Yale, anche Fiona deve farsi coraggio per resistere in un presente ostile. E questa volta l'unico modo per riuscirci è riconciliarsi con il passato.

## Edizioni
Rebecca Makkai, I grandi sognatori, traduzione di Cristiana Mannella, Torino, Einaudi, 2021, ISBN 978-8806244231.